# Рудня-Бистра
Рудня-Бистра — село в Україні, в Коростенському районі Житомирської області. Входить до складу Олевської міської громади  Населення становить 349 осіб.

## Географія
Через село тече річка Лукавка.

## Історія
У 1906 році село Бистра Рудня Олевської волості Овруцького повіту Волинської губернії. Відстань від повітового міста 105 верст, від волості 4. Дворів 21, мешканців 107.

## Населення
Згідно з переписом УРСР 1989 року чисельність наявного населення села становила 339 осіб, з яких 145 чоловіків та 194 жінки.
За переписом населення України 2001 року в селі мешкала 351 особа.

### Мова
Розподіл населення за рідною мовою за даними перепису 2001 року:
| Мова       | Відсоток |
| ---------- | -------- |
| українська | 99,43 %  |
| російська  | 0,29 %   |
| інші       | 0,28 %   |